# خاک‌پله

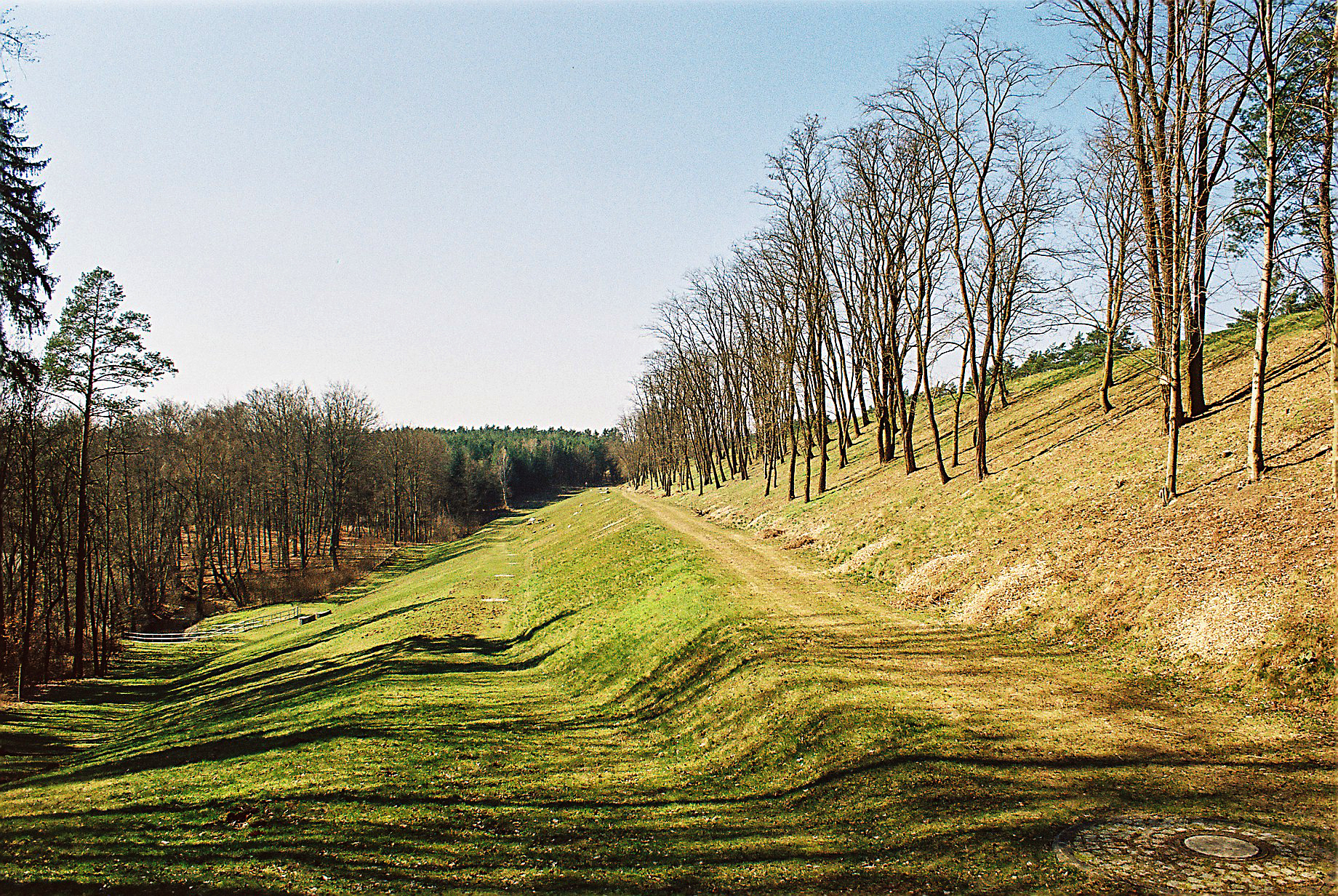
سد خاکی با دو خاک‌پله

خاک‌پله (به انگلیسی: Berm)، یک فضای تراز، قفسه یا مانع برآمده (معمولاً از خاک فشرده ساخته شده‌است) است که مناطق را به صورت عمودی، به ویژه در بخشی از یک شیب طولانی از هم جدا می‌کند. این می‌تواند به عنوان یک جاده پلکانی، راه، راه‌گذر، یک خط دفاعی، یک مانع مرزی / جدایی برای ناوبری، زهکشی خوب، صنعت یا هدف‌های دیگر باشد.
این کلمه یکی از واژه‌های زبان هلندی میانه است و در زبان انگلیسی از طریق فرانسوی استفاده می‌شود.
در جنگ سنگرها در جنگ جهانی اول، این نام به ویژگی مشابهی در لبه سنگر اطلاق شد که عمدتاً به عنوان آرنج برای تفنگداران عمل می‌کرد.

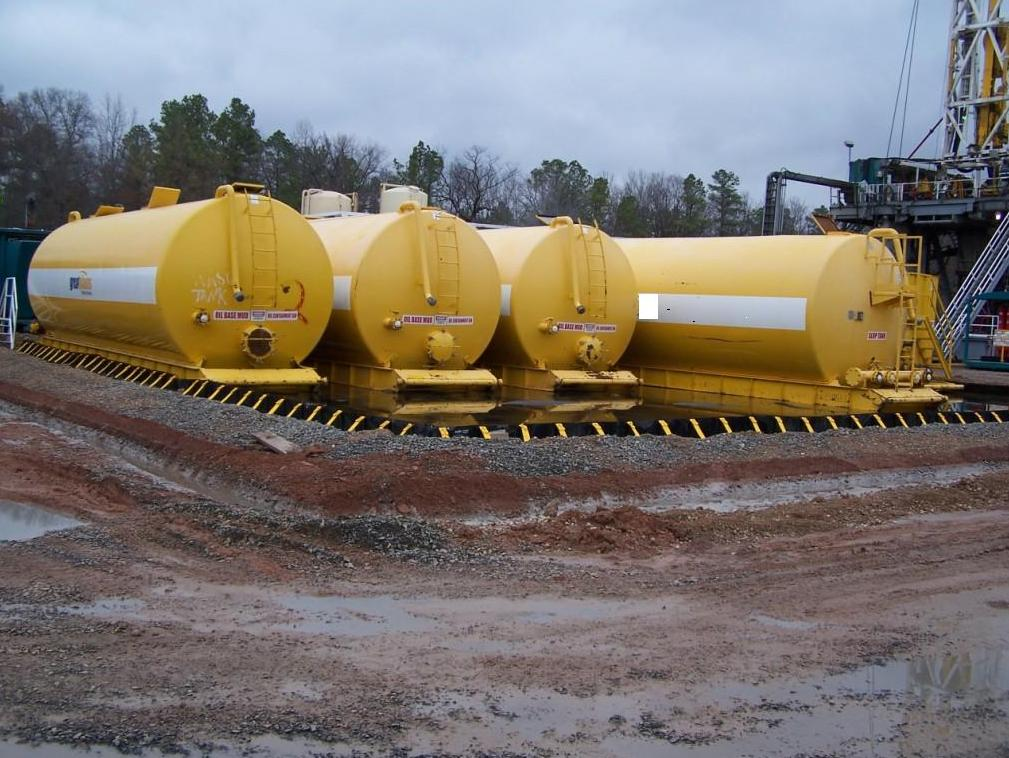
یک کاربرد رایج از خاک‌پله